# Bogdan Sadowski (neurobiolog)

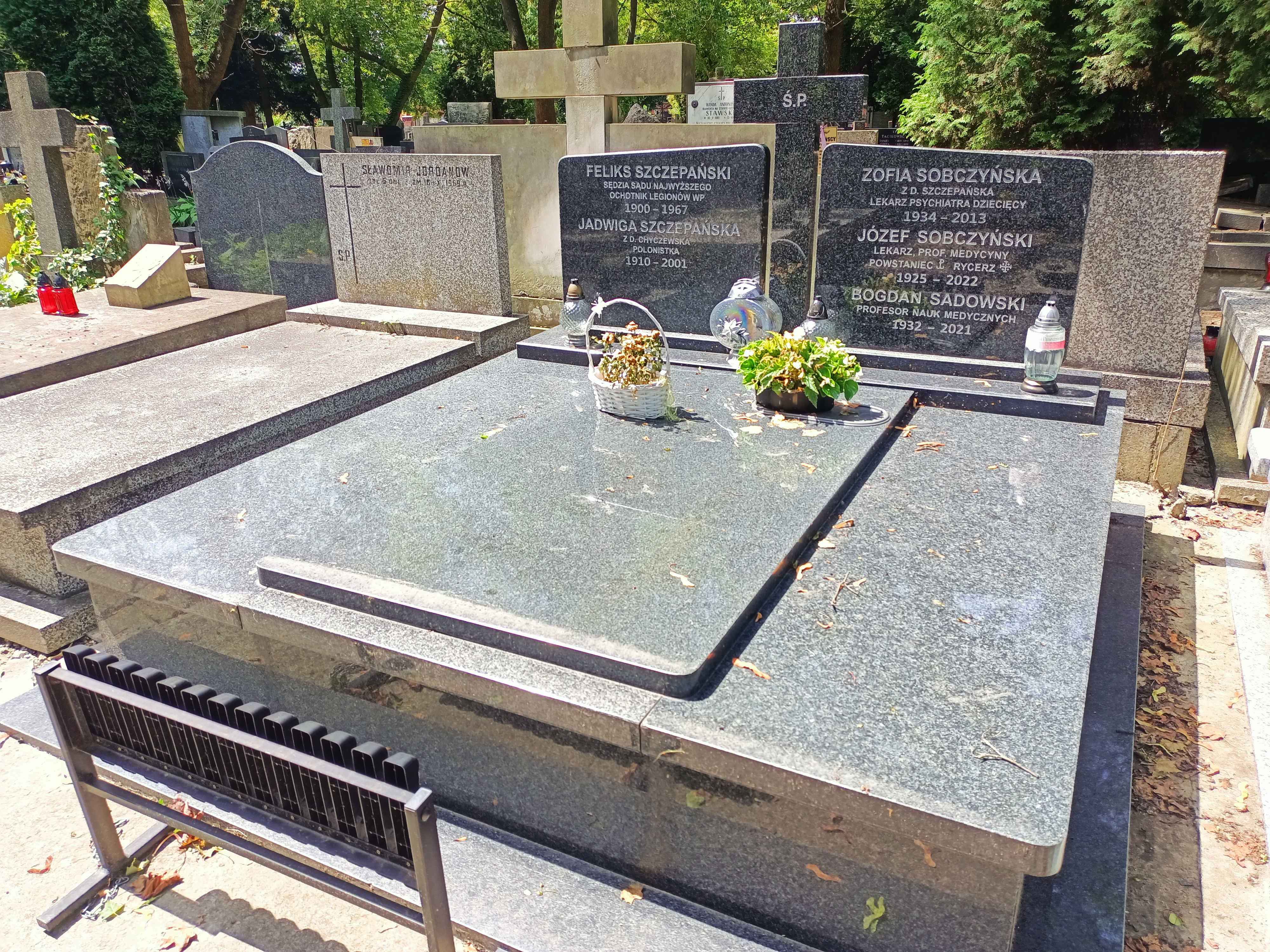
Grób mikrobiologa Bogdana Sadowskiego na Cmentarzu Powązkowskim w Warszawie

Bogdan Sadowski (ur. 1931 lub 1932, zm. 19 lutego 2021) – polski neurobiolog, specjalista w zakresie fizjologii bólu i fizjologii zwierząt, prof. zw. dr hab.

## Życiorys
Pracę doktorską obronił w 1962 r. na Wydziale Lekarskim Akademii Medycznej w Warszawie. W 1967 r. Instytut Biologii Doświadczalnej im. Marcelego Nenckiego PAN nadał mu stopień doktora habilitowanego. W 1989 r. uzyskał tytuł profesora nauk medycznych. Pracował w Instytucie Genetyki i Hodowli Zwierząt PAN, był też profesorem na Wydziale Lekarskim AMW oraz w Wyższej Szkole Inżynierii i Zdrowia w Warszawie.
Był członkiem Komitetu Nauk Fizjologicznych PAN. 